# ختم زمني

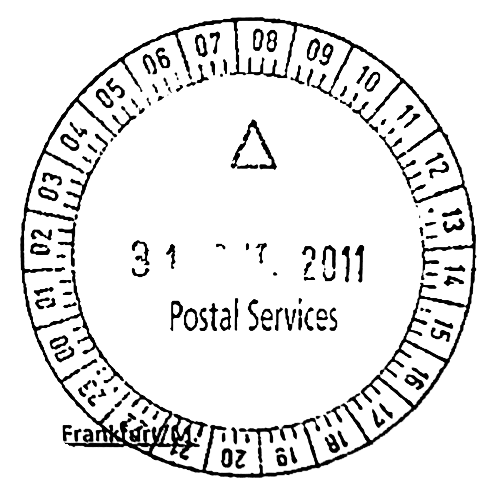

ختم زمني أو طابع زمني (بالإنجليزية: Timestamp)‏ هو سلسلة من الارقام والاحرف، تدل على التاريخ و/أو الوقت وقوع حدث معين. ويستخدم الحاسوب الختم الزمني في تسجيل الاحداث. في الحقيقة، وقت وقوع الحدث ووقت تسجيله بالختم الزمني (على سبيل المثال، تسجيل في سجل الاحداث) قريبان جدا.
هذه البيانات تقدم في العادة في شكل موحد للسماح بمقارنة سهلة بين تسجيلين مختلفين وتتبع التقدم المحرز على مر الزمن.
عادة ما يتم استخدام الطوابع الزمنية لتسجيل الاحداث، وفي هذه الحالة يتم وضع علامة كل حدث في السجل مع الطابع زمني. في نظام الملفات، قد يعني الطابع الزمني تاريخ المخزن لوقت الإنشاء أو تعديل ملف.

## أمثلة
- 2005-10-30 T 10:45 UTC
- 2007-11-09 T 11:20 UTC
- Sat Jul 23 02:16:57 2005
- 1256953732

## معايير
ايزو 8601 يضع اسس عرض التاريخ والوقت. تستعمل هذه الاسس أيضا في بناء التمثيل.

## هوامش
1. ↑  "ISO 8601:2004(E)" (PDF). المنظمة الدولية للمعايير. 1 ديسمبر 2004. مؤرشف من الأصل (PDF) في 2018-08-21. اطلع عليه بتاريخ 2010-03-07. 3.5 Expansion … By mutual agreement of the partners in information interchange, it is permitted to expand the component identifying the calendar year, which is otherwise limited to four digits. This enables reference to dates and times in calendar years outside the range supported by complete representations, i.e. before the start of the year [0000] or after the end of the year [9999].